# Токарев, Василий Игнатьевич
Василий Игнатьевич Токарев — советский хозяйственный, государственный и политический деятель, Герой Социалистического Труда.

## Биография
Родился в 1931 году в деревне Суя. Член КПСС.
С 1947 года — на хозяйственной, общественной и политической работе. В 1947—1998 гг. — тракторист в колхозе имени Орджоникидзе, военнослужащий Советской Армии, литейщик, плавильщик Омского агрегатного завода имени В. В. Куйбышева Министерства авиационной промышленности СССР, плотник Омского областного управления книготорговли.
Указом Президиума Верховного Совета СССР от 26 апреля 1971 года за выдающиеся заслуги в выполнении пятилетнего плана 1966—1970 годов и создание новой техники присвоено звание Героя Социалистического Труда с вручением ордена Ленина и золотой медали «Серп и Молот».
Делегат XXV съезда КПСС.
Умер в Омске в 1998 году.